# Championnat de Moldavie de football 2020-2021
Navigation
Saison précédente Saison suivante
Le championnat de Moldavie de football 2020-2021 est la 30e édition de ce championnat. Pour cette saison, dix clubs évoluent dans la Divizia Națională et rencontrent quatre fois chacun de leurs adversaires. Champion pour la dix-huitième fois de son histoire à l'issue de la saison 2019, le Sheriff Tiraspol remet son titre en jeu.
La saison devait débuter le 14 mars 2020 et se terminer le 7 novembre 2020, mais en raison de la pandémie de Covid-19 en Moldavie, l'ouverture de la saison est reportée au 30 juin 2020 au moins. Le championnat débute finalement le 3 juillet 2020 et se conclut le 26 mai 2021.
Le FC Sheriff Tiraspol est sacré champion pour la 19e fois de son histoire lors de la 32e journée.

## Participants
| Club                    | Localisation | Stade                      | Capacité      |
| ----------------------- | ------------ | -------------------------- | ------------- |
| FC Dinamo-Auto Tiraspol | Tiraspol     | Stade Dinamo-Auto          | 1 300 places  |
| FC Milsami Orhei        | Orhei        | Complexul Sportiv Raional  | 3 000 places  |
| CS Petrocub Hîncești    | Hîncești     | Stadionul Municipal        | 1 000 places  |
| FC Sfintul Gheorghe     | Suruceni     | Stade Suruceni             | 1 500 places  |
| FC Sheriff Tiraspol     | Tiraspol     | Bolshaya Sportivnaya Arena | 12 726 places |
| Speranța Nisporeni      | Nisporeni    | Complexul Sportiv Raional  | 3 000 places  |
| FC Codru Lozova         | Lozova       | Stade Zimbru-2             | 2 000 places  |
| FC Florești             | Florești     | Stade Bender               | 5 000 places  |
| Dacia Buiucani          | Chișinău     | Stade Zimbru-2             | 2 000 places  |
| FC Zimbru Chișinău      | Chișinău     | Stade Zimbru               | 10 400 places |

## Compétition

### Classement
Le classement est établi sur le barème de points classique, une victoire valant trois points, tandis qu'un match nul n'en rapporte qu'un seul et une défaite aucun.
Pour départager les égalités de points, les critères suivants sont appliqués dans l'ordre :
1. Match d'appui si le titre est en jeu ;
2. Résultats en confrontations directes (points, différence de buts, buts marqués à l'extérieur puis buts marqués) ;
3. Nombre de matchs gagnés ;
4. Différence de buts générale ;
5. Nombre de buts marqués ;
6. Le moins de cartons rouges ;
7. Le moins de cartons jaunes.

Les clubs se rencontrent deux fois en match aller et retour soit un total de 36 matchs.
| Rang | Équipe                  | Pts | J  | G  | N  | P  | Bp  | Bc  | Diff |
| ---- | ----------------------- | --- | -- | -- | -- | -- | --- | --- | ---- |
| 1    | FC Sheriff Tiraspol T   | 99  | 36 | 32 | 3  | 1  | 116 | 7   | +109 |
| 2    | CS Petrocub Hîncești    | 83  | 36 | 25 | 8  | 3  | 82  | 18  | +64  |
| 3    | FC Milsami Orhei        | 73  | 36 | 22 | 7  | 7  | 71  | 37  | +34  |
| 4    | FC Sfîntul Gheorghe C   | 67  | 36 | 21 | 4  | 11 | 65  | 43  | +22  |
| 5    | Dacia Buiucani P        | 48  | 36 | 13 | 9  | 14 | 44  | 45  | -1   |
| 6    | FC Dinamo-Auto Tiraspol | 48  | 36 | 12 | 12 | 12 | 53  | 58  | -5   |
| 7    | FC Florești P           | 32  | 36 | 9  | 5  | 22 | 37  | 85  | -48  |
| 8    | FC Zimbru Chișinău      | 25  | 36 | 6  | 7  | 23 | 39  | 63  | -24  |
| 9    | Speranța Nisporeni      | 23  | 36 | 5  | 8  | 23 | 29  | 87  | -58  |
| 10   | FC Codru Lozova         | 9   | 36 | 2  | 3  | 31 | 26  | 119 | -93  |

|  | Ligue des champions 2021-2022, 1er tour de qualification                                           |
|  | Ligue Europa Conférence 2021-2022, 1er tour de qualification                                       |
|  | Relégation directe en Divizia A                                                                    |
|  | T : Tenant du titre C : Vainqueur de la Coupe de Moldavie 2020-2021 P : Promu de deuxième division |

- Speranța Nisporeni ne se présente pas lors de la 33e et 34e journée et sera exclu du championnat et relégué d'office.
- Dacia Buiucani se retire après la saison de la première division.

## Bilan de la saison
| Championnat de Moldavie de football 2020-2021 |                                 |
| Champion                                      | FC Sheriff Tiraspol (19e titre) |
| Coupes et trophées                            |                                 |
| Vainqueur de la Coupe de Moldavie 2020-2021   | FC Sfîntul Gheorghe             |
| Qualifications continentales                  |                                 |
| Ligue des champions de l'UEFA 2021-2022       | FC Sheriff Tiraspol             |
| Ligue Europa Conférence 2021-2022             | CS Petrocub Hîncești            |
| Ligue Europa Conférence 2021-2022             | FC Milsami Orhei                |
| Ligue Europa Conférence 2021-2022             | FC Sfîntul Gheorghe             |
| Promotions et relégations                     |                                 |
| Promus en Divizia Națională                   | FC Bălți                        |
| Relégués en Divizia A                         | FC Codru Lozova                 |
| Relégués en Divizia A                         | Speranța Nisporeni (Exclusion)  |
| Relégués en Divizia A                         | Dacia Buiucani (Retrait)        |